# Caudanthera
Caudanthera là chi thực vật có hoa trong họ Apocynaceae.

## Các loài
- Caudanthera baradii (Lavranos & L.E.Newton) Plowes, 2013
- Caudanthera edulis (Edgew.) Meve & Liede, 2002
- Caudanthera mireillae (Lavranos) Plowes, 1995
- Caudanthera sinaica (Decne.) Plowes, 1995